# Epidendrum longirepens
Epidendrum longirepens är en orkidéart som först beskrevs av Charles Schweinfurth, och fick sitt nu gällande namn av Charles Schweinfurth. Epidendrum longirepens ingår i släktet Epidendrum och familjen orkidéer.
Artens utbredningsområde är Peru. Inga underarter finns listade i Catalogue of Life.